# Regiunea Smolensk
Regiunea Smolensk este un ținut din Rusia cu statut de subiect federal. Capitala regiunii este orașul Smolensk.

## Geografie
Se află în partea de vest a Rusiei, avînd 49786 km². Fusul orar este cel al Moscovei.

## Demografie
La recensămîntul din 2002 populația era de 1,049,574 locuitori.